# Colluthus
Colluthus (ook wel Coluthus) of Kolluthos was een in het Grieks schrijvende episch dichter afkomstig uit Lycopolis (in de Egyptische landstreek Thebaïs). Volgens de Suda leefde hij ten tijde van keizer Anastasius I (491-518) en was hij de schrijver van Calydonische geschiedenissen in 6 boeken, lofdichten in hexameters en Perzische geschiedenissen.
Het enige dat echter van hem is bewaard is het gedicht De roof van Helena (Ἁρπαγὴ Ἑλένης) in 394 verzen. Het begint met de bruiloft van Peleus en Thetis en eindigt bij de aankomst van Helena in Troje. 
Colluthus' voorbeeld in stijl en versbouw was Nonnus van Panopolis. Zijn werk wordt doorgaans als stuntelig beschouwd.